# Jamkoporka pogięta
Jamkoporka pogięta (Amyloporia sinuosa (Fr.) Rajchenb., Gorjón & Pildain) – gatunek grzybów należący do rodziny pniarkowatych (Fomitopsidaceae).

## Systematyka i nazewnictwo
Pozycja w klasyfikacji według Index Fungorum: Amyloporia, Fomitopsidaceae, Polyporales, Incertae sedis, Agaricomycetes, Agaricomycotina, Basidiomycota, Fungi.
Po raz pierwszy takson ten zdiagnozował w 1821 r. Elias Fries nadając mu nazwę Polyporus sinuosus. Później zaliczany był do różnych innych rodzajów. Obecną, uznaną przez Index Fungorum nazwę nadali mu w 2011 r. Rajchenb., Gorjón & Pildain, przenosząc go do rodzaju Amyloporia.
Niektóre synonimy naukowe:

- Antrodia sinuosa (Fr.) P. Karst. 1881
- Coriolellus sinuosus (Fr.) A.K. Sarkar 1959
- Coriolus sinuosus (Fr.) Bondartsev & Singer 1941
- Polyporus sinuosus Fr. 1821
- Polystictus sinuosus (Fr.) Lloyd 1917
- Poria sinuosa (Fr.) Cooke 1886
- Spongiporus sinuosus (Fr.) Aoshima 1967
- Trametes sinuosa (Fr.) Cooke & Quél. 1878[2].

W 2003 r. Władysław Wojewoda zaproponował nazwę jamkówka pogięta. Wcześniej w polskim piśmiennictwie mykologicznym gatunek ten opisywany był jako porzyca inspektowa, podskórnik pienisty oraz podskórnica zatokowata. Nazwę jamkoporka pogięta w 2015 r. zaproponowała grupa mykologów w publikacji Karasińskiego i in., a jej używanie Komisja ds. Polskiego Nazewnictwa Grzybów Polskiego Towarzystwa Mykologicznego zarekomendowała w 2021 r.

## Występowanie i siedlisko
Jest szeroko rozprzestrzeniony na całej półkuli północnej. W Polsce podano liczne jego stanowiska w piśmiennictwie naukowym, ale uznany jest za gatunek rzadki. Znajduje się na Czerwonej liście roślin i grzybów Polski. Ma status R – gatunek potencjalnie zagrożony z powodu ograniczonego zasięgu geograficznego i małych obszarów siedliskowych.
Atakuje najczęściej gatunki drewna iglastego w budynkach i na wolnym powietrzu (np. w tartakach). Grzybnia przez cały okres rozwoju grzyba ma wygląd puszystej, watowatej masy białego koloru. Owocniki grzyba są barwy białej lub kremowej, mają płaskie powierzchnie pokryte rurkami. Sznury grzyba są mocno rozgałęzione i cienkie.